# الأوراق المتساقطة (مسلسل)
الأوراق المتساقطة (بالتركية: Yaprak Dökümü)‏ هو مسلسل تلفزيوني عائلي ودرامي تركي من إنتاج شركة آي يابيم، وتم بثه على قناة كانال دي بين عامي 2006 و2010. المسلسل مقتبس من رواية تحمل نفس الاسم للكاتب رشاد نوري جونتكين. يتألف المسلسل من 5 مواسم، وانتهى ببث الحلقة 174 في 29 ديسمبر 2010. يعتبر مسلسل الأوراق المتساقطة، الذي يحافظ على شعبيته الكبيرة وحظى بمتابعة واسعة النطاق، أحد أكثر الأعمال التلفزيونية شهرة وتكرارا في تاريخ التلفزيون التركي، حيث تم عرضه بشكل منتظم على قناة كانال دي كل موسم.و على قناة إم بي سي 4 بالنسخة عربية.

## القصة

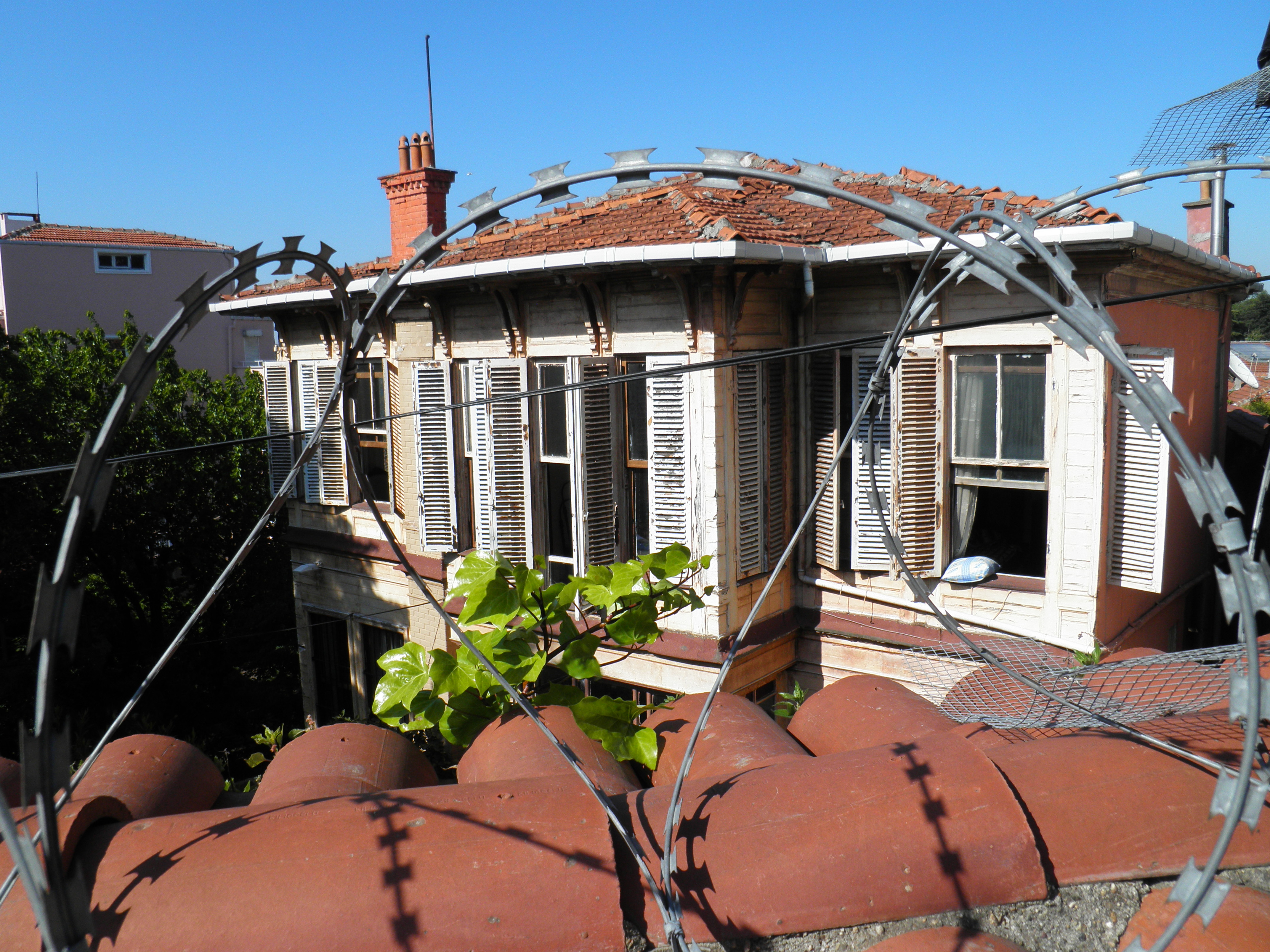
يابراك دوكومو - عندما تتساقط الأوراق

علي رضا بيك، الذي كرس حياته لتربية أبنائه الخمسة على القيم الأخلاقية الحميدة، يستقيل من منصبه كحاكم للمنطقة عندما يطلب منه التغاضي عن الظلم. بعد التحاق ابنته نجلاء بالجامعة، قرر علي رضا بيك الانتقال مع عائلته إلى إسطنبول. لكن سرعان ما يكتشف أن المدينة التي ولد ونشأ فيها قد تغيرت تمامًا. وفي هذه البيئة الجديدة، تبدأ تطلعات أبنائه بالتغير أيضا. كما أن الأزمات الاقتصادية الناجمة عن متطلبات الحياة في المدينة الكبرى أصبحت لا مفر منها، مما أفقد علي رضا بيك نفوذه وقوته الاقتصادية. في هذه الأثناء، شوكت، الابن العائد من الخدمة العسكرية والذي تحمل عبء الأسرة، يقع في حب امرأة متزوجة، مما يعقد الأمور أكثر.

## أبطال المسلسل والشخصيات
| االشخصية         | الممثل                       | تعريف الشخصية | مواسم الظهور                  |
| ---------------- | ---------------------------- | --- | ----------------------------- |
| علي رضا تكين     | خليل ارجون                   | هو قائم مقام متقاعد واب لـ 5 أبناء ويواجهه المشاكل التي يتعرض لها اولادة ويحاول جاهداً الحفاظ علي القيم والاخلاق. | كل المواسم الخمس              |
| خيرية تكين       | جوفن هوكنا                   | هي ربة منزل وزوجه علي رضا بيك وهي ام تبحث عن راحه البال وسعادة الاولاد حتي لو علي حسابها الشخصي.                 | كل المواسم الخمس              |
| فكرت تكين        | بننو يلدرملار                | هي أكبر أبناء علي رضا وخيرية وهي اعقل ابنائهم وهي هادئة وطيبة ولكنها تكرة الاخطاء وتتعصب كثيراً.                  | كل المواسم الخمس              |
| فتون جوفين       | دنيز شاكر                    | هي زوجه شوكت وهي امرأة جميله وكانت تعمل في نفس البنك اللذي يعمل به شوكت.                                         | كل المواسم الخمس              |
| ليلي تكين        | جوكتشا بهادر                 | هي ثالث أبناء علي رضا وخيرية واكثرهم جمالا وطيبة وهي ساذجه جدا لدرجه انه يسهل خداعها.                            | كل المواسم الخمس              |
| أوس ايهان        | تولجا كاريل                  | هو زميل علي رضا تكين وزوج ليلي فيما بعد ونجلا.                                                                   | كل المواسم الخمس              |
| شوكت تكين        | جنير كورطران حسان كوشوكيجتين | هو ثاني أبناء علي وخيرية وهو الولد الوحيده ويعمل في بنك ويتعرض لمشاكل ويدخل السجن بسبب الاختلاث.                 | كل المواسم الخمس              |
| نهي طوران        | بيديا اينير                  | هي جارة اسرة علي رضا وتربطهم علاقه جيرة قوية                                                                     | كل المواسم الخمس              |
| نجلا تكين        | فهرية افجان                  | هي رابع أبناء علي وفهرية وهي التي نقلتهم اسطنبول بسبب الجامعه وهي أكثر الأبناء طمعاً وحبا للمال.                  | كل المواسم الخمس              |
| درية باشصوي      | جولير اوكتان                 | هي حماة فكرت وام تحسين وهي امرأه قاسية وتغير علي ابنها كثيراً.                                                    | من الموسم الثاني الي الخامس   |
| سها طوران        | سيدا ديمير                   | هي بنت نهي وصديقة ليلي ونجلا وفكرت وكانت تحب شوكت.                                                               | كل المواسم الخمس              |
| تحسين باشصوي     | احمد سارشولغو                | هو زوج فكرت الذي تزوجته دون علم اهلها وهو رجل طيب ولديه 3 أبناء دينا ومحمد وعامر وتنجب له فكرت ابنه الرابع.      | من الموسم الثاني الي الخامس   |
| عائشة تكين       | سيبنام سيسيلي                | هي اصغر أبناء علي رضا تكين وهي الاقرب الي قلبة وتتعرض لطفولة قاسية بسبب مشكلاتهم التي لا تنتهي.                  | كل المواسم الخمس              |
| جميل ايدين اوغلو | كيفانش كاسبالي               | هو صديق نجلا في الجامعة وزوجها الأول.                                                                            | كل المواسم الي الرابع         |
| مدحت كايا        | مصطفي افكران                 | هو أول مشتري لمنزل علي رضا تكين وزوج فتون الثالث.                                                                | من الموسم الثالث الي الخامس   |
| نورهان           | بريهان سافاس                 | هي ام فتون. | كل المواسم الخمس              |
| يمان بيك         | بولنيت فيل                   | هو صاحب شركه وشريك اوس زوج ليلي ومن ثم اصبح مدير ليلي. وزوج جيداء الأول.                                         | كل المواسم الخمس              |
| جيداء ايهان      | باشاك صايان                  | زوجه يمان بيك ثم زوجه اوس وام ابنه.                                                                              | كل المواسم الخمس              |
| احمد كانج        | يوسف اتالا                   | هو صاحب القهودة التي بشارع علي رضا بيك وهو رجل مخلص يساعد علي رضا وزوج نهي فيما بعد.                             | كل المواسم الخمس              |
| كمال ايدين اوغلو | نزية تونكاي                  | والد جميل زوج نجلا وصاحب شركة ايدين اوغلو                                                                        | كل المواسم الخمس              |
| سوسن             | ايرين بالكان                 | صديقة فتون المقربة وزميلة شوكت في البنك.                                                                         | كل المواسم الخمس              |
| دينا باشصوي      | نيسلهان اتاجول               | ابنه تحسين الكبري وهي فتاه جميلة كانت تكرة فكرت في البداية لكنها اصبحت تحبها كثيرا.                              | من الموسم الثاني الي الخامس   |
| نظمي             | كانير كيندورك                | خطيب ليلي في الموسم الثالث ولكنه يتركها بعدما عرف حقيقه اهلها.                                                   | الموسم الثالث                 |
| امير             | انجين هيبلير                 | زوج سها. | الموسم الرابع والخامس         |
| ريهام            | جولشاة ارطغرل                | صديقة فكرت المقربة في ادابازاري وتعمل ممرضة، وزوجه مجيد فيما بعد.                                                | من الموسم الثاني الي الخامس   |
| فوزية            | أوور كفيلجم                  | جدة ريهام وصديقة درية ام تحسين.                                                                                  | من الموسم الثاني الي الخامس   |
| خضر              | نجيب ميمليل                  | صديق شوكت من السجن ويشاركه في مشروع بنائي.                                                                       | الموسم الثالث والرابع         |
| سيفو طونجي       | أيبرك بيكان                  | شريك اوس في العمل والذي يقتله اوس فيما بعد.                                                                      | الموسم الثاني والرابع والخامس |
| علاء صاربر       | باريش باجي                   | زوج نجلاء الاخير وأبو ابنها                                                                                      | الموسم الرابع والخامس         |

## وصلات خارجية
- الأوراق المتساقطة على موقع IMDb (الإنجليزية)
- الأوراق المتساقطة على موقع كينوبويسك (الروسية)
- الأوراق المتساقطة على موقع قاعدة بيانات الفيلم (الإنجليزية)